# Арсоев, Александр Вячеславович
Александр Вячеславович Арсоев (14 июня 1990, Цхинвал, Юго-Осетинская АО, Грузинская ССР, СССР) — российский футболист, играл на позициях полузащитника и нападающего.

## Клубная карьера
В сезоне 2009 года сыграл за «Алания» в 5 матчах в Первом Дивизионе, каждый раз выходя на замену, его клуб вышел в Премьер-Лигу, в результате выхода из неё ФК «Москвы», однако в высшем эшелоне российского футбола Арсоев не сыграл, провёл 20 матчей в молодёжной команде. В сезоне 2011/2012 годов играл за ФАЮР. В сезоне 2012/2013 годов выступал за «Олимпию» из города Бэлць, за которую сыграл 4 матча в чемпионате Молдавии.

## Международная карьера
В феврале 2009 года был вызван в юношескую сборную России на товарищеский матч против сборной Туркменистана.